# Constanza (República Dominicana)
Constanza é uma cidade e município da República Dominicana pertencente à província de La Vega.
Sua população estimada em 2012 era de 59 052 habitantes.